# Buffalo (South Dakota)
Buffalo is een plaats (town) in de Amerikaanse staat South Dakota, en valt bestuurlijk gezien onder Harding County.

## Demografie
Bij de volkstelling in 2000 werd het aantal inwoners vastgesteld op 380.
In 2006 is het aantal inwoners door het United States Census Bureau geschat op 337, een daling van 43 (-11,3%).

## Geografie
Volgens het United States Census Bureau beslaat de plaats een oppervlakte van
1,4 km², geheel bestaande uit land. Buffalo ligt op ongeveer 878 m boven zeeniveau.

## Plaatsen in de nabije omgeving
De onderstaande figuur toont nabijgelegen plaatsen in een straal van 72 km rond Buffalo.